# Psittacosaurus
Psittacosaurus („papouščí ještěr“) byl až 1,8 m dlouhý a 18 kg vážící býložravý dinosaurus. Menší druh P. sinensis však vážil v průměru pouze 4,6 kilogramu. Tento rod žil zhruba před 135 až 105 milióny let. Jeho fosilie byly nalezeny v Rusku (Gorno – Altajskaja), Mongolsku (Dundgov, Övörhangaj), Číně (Vnitřní Mongolsko, Liao-ning, Šan-tung a další) a Thajsku (Chaiyaphum).

## Počet druhů
V současnosti je tento rod se zhruba 10 až 13 rozlišovanými druhy zdaleka nejrozmanitějším a nejvíce biodiverzifikovaným rodem druhohorního dinosaura. Zatím nejnovější druh P. amitabha byl formálně popsán v červenci roku 2019 z Mongolska. Největším dosud známým druhem je patrně Psittacosaurus sibiricus, dosahující délky kolem 2,5 metru.

## Popis
Psittacosaurus byl velmi primitivním zástupcem skupiny Ceratopsia, což je lehké rozpoznat z jeho vzhledu. Na hlavě neměl rohy či kostěné hrboly a byl bez znatelného kostěného štítu, přičemž zřejmě dokázal běhat na zadních končetinách. S ostatními rohatými dinosaury ho však spojoval mohutný papouščí zobák a jiné podobnosti. Ač byl primitivní, nešlo o předka pozdějších ceratopsidů, ale o jedinečnou vývojovou linii primitivních ceratopsidů, o čemž svědčí například absence jednoho prstu předních končetin. Dnes známe již přes 400 fosilních jedinců psitakosaura a víme již něco i o způsobu jeho růstu. U druhu P. lujiatunensis byly zmapovány i ontogenetické (vývojové) změny ve stavbě mozkovny.
Na výborně zachované kostře jednoho druhu psitakosaura se zachovalo téměř sto až 20 cm dlouhých štětin. Tyto štětiny, táhnoucí se středem ocasu, byly podle všeho flexibilní a zřejmě plnily defenzívní úlohu. Je také možné, že u samců byly pestře zbarvené a plnily úlohu při vábení samic. Podobnými strukturami mohli disponovat i jiní rohatí dinosauři, kterým by se hodily jako ochrana na jinak bezbranné zadní části těla. Jde o zajímavý doklad podobné struktury u ptakopánvých dinosaurů. Podobné pernaté struktury měli i tzv. opeření dinosauři.
V říjnu roku 2020 byla publikována studie, jejímž závěrem je identifikace kloaky u jednoho velmi dobře zachovaného exempláře psitakosaura. Jedná se o vůbec první případ objevu kloaky (resp. tělního vývodu) u druhohorního dinosaura. Kloaka je značně podobná kloace dnešních krokodýlů, pohlaví dotyčného exempláře však nebylo možné s jistotou určit. Na základě tohoto objevu však přesto nebylo možné určit pohlaví dinosaura ani strukturu jeho pohlavního ústrojí.
Odborná práce publikovaná v červnu roku 2022 ukázala, že tito dinosauři měli na břiše rýhu po "pupeční šňůře", kterou byli vyživováni jako zárodky ve vyjíčku. Jedná se o první doložený objev jakéhosi "pupíku" u dinosaurů.

## Objev zkamenělé kůže
V roce 2008 byl publikován nový objev tohoto rodu se zachovaným fragmentem zkamenělé kůže a dochovaným zraněním. To způsobil psitakosaurovi nejspíš některý z teropodních dravců. Výborné zachování fosilií tohoto dinosaura bývá některými vědci přičítáno pyroklastickým vlnám, uvolněným tehdejšími sopkami. Jinou interpretací je utopení zvířat v záplavové vlně kontaminované sopečným materiálem.
Detailní výzkum fosilizované kůže byl publikován v roce 2022.

## Ontogeneze
V lednu roku 2005 byla publikována nová studie. Jejím zjištěním bylo, že mláďata tohoto menšího dinosaura se mohla stávat kořistí velkého křídového savce rodu Repenomamus. Podobná fosilie byla objevena a formálně popsána v roce 2023, panují ale pochybnosti, zda se nejedná o umně zhotovený padělek (kompozit více fosilních koster). Jde o jediný dosud známý přímý důkaz trofické interakce mezi savci coby predátory a neptačími dinosaury. Jsou však známé také kosterní patologie (stopy okusu) na fosilním krčním žebru sauropoda z období pozdní jury. Zajímavý je také objev zraněného jedince psitakosaura, který utrpěl četná poranění, prokazatelná jako patologie na kostře.
Počítačové modelace populačních křivek pro dobře zastoupené taxony ukazují, že psitakosauři zažívali větší mortalitu (úmrtnost) pouze v mladém věku, později už byla míra jejich mortality statisticky víceméně konstatní.

## Gastrolity
V roce 2009 byl publikován objev nového druhu psitakosaura, P. gobiensis. Pouze 0,9 metru dlouhý dinosaurus měl v žaludku četné gastrolity (trávicí kameny) a lebka byla stavěna velmi mohutně, podobně jako u papoušků. Dinosaurus s ní zřejmě dokázal drtit i tvrdý materiál, například větve nebo tvrdé ořechy.

## Zbarvení
V roce 2016 byl publikován nový výzkum skvěle zachovaného jedince z čínského Liao-ningu, který poskytl první poměrně přesnou představu o zbarvení dinosauří kůže. Podle této studie byl psitakosaurus tmavší na hřbetní straně těla a světlejší na břiše. Tento "protistín" mu pomáhal vyhnout se pozornosti predátorů v lesním prostředí, které obýval. Šlo tedy o klasické krycí zbarvení, známé i u mnoha současných živočichů.

### Česká literatura
- SOCHA, Vladimír (2021). Dinosauři – rekordy a zajímavosti. Nakladatelství Kazda, Brno. ISBN 978-80-7670-033-8 (str. 142)